# Пельтцер, Отто
О́тто Па́уль Э́берхард Пе́льтцер (нем. Otto Paul Eberhard Peltzer, род. 8 марта 1900, Драге — 11 августа 1970, Ойтин) — немецкий легкоатлет, добившийся наибольших успехов в беге на короткие и средние дистанции, а также журналист, спортивный тренер и один из переживших нацистские концлагеря.

## Краткая биография
Свою спортивную карьеру Пельтцер начал в 1922 году. В том же году спортсмен уже стал чемпионом Германии, до 1934 года повторив это в общей сложности 14 раз. В 1926 году он поставил три мировых рекорда — на дистанции 880 ярдов, обойдя олимпийского чемпиона Дугласа Лоу в Лондоне, и на дистанции 1500 метров, обойдя олимпийского чемпиона Пааво Нурми в Берлине. В 1928 и 1932 годах Пельтцер сам принимал участие в Олимпийских играх, заняв в Лос-Анджелесе (1932) четвёртое место в эстафете 4×400 метров и девятое — на дистанции 800 метров.
В 1935 году после прихода к власти нацистов в Германии Пельтцер был арестован и осуждён на полтора года по обвинению в гомосексуальных контактах (параграф 175 УК Германии). В 1936 году перед Олимпийскими играми в Берлине он был выпущен на свободу, однако уже в августе того же года последовало повторное осуждение на один год и десять месяцев условно. В августе 1938 года Пельтцер эмигрировал в Швецию. После его статей, критикующих нацистский режим, опубликованных в эмиграции, он был лишён немецкого гражданства. В 1941 году Пельтцер вернулся в Германию, однако сразу же был арестован гестапо и депортирован в концлагерь Маутхаузен, где он содержался до 1945 года вплоть до своего освобождения.
После войны Пельтцер попытался стать профессиональным тренером в ФРГ, однако его левые политические взгляды и сексуальная ориентация способствовали тому, что спортсмена не желали видеть в этом качестве. В 1957 году он эмигрировал в Индию, где смог осуществить свою мечту работать тренером и даже участвовал в подготовке национальной команды по лёгкой атлетике. В 1967 году после инфаркта он возвратился в ФРГ, где всё же смог найти работу тренера. Пельтцер умер 11 августа 1970 года после очередного инфаркта.

## Спортивные рекорды
Отто Пельтцер поставил четыре мировых рекорда:
| Дистанция            | Место          | Дата             | Время      |
| -------------------- | -------------- | ---------------- | ---------- |
| 500 метров           | Будапешт       | 6 июня 1926      | 1:03,6 мин |
| 880 ярдов (804,68 м) | Стэмфорд Бридж | 3 июля 1926      | 1:51,6 мин |
| 1000 метров          | Коломб         | 18 сентября 1927 | 2:25,8 мин |
| 1500 метров          | Берлин         | 11 сентября 1926 | 3:51,0 мин |